# 劳伦斯·马奎尔
劳伦斯·亨利·马奎尔（1997年2月8日—）是一位英格蘭足球運動員，在場上的位置是後衛，現被切斯特菲尔德外借至卡維尼。

## 球會生涯
马奎尔在切斯特菲尔德學習踢球，於2015年6月1日簽下首份職業合約。2016年8月30日在英格蘭足球聯賽錦標賽對伍尔弗汉普顿流浪者U23的比賽首次職業上場，而聯賽首次上場則在同年9月27日英格蘭足球甲級聯賽以3-3戰平吉林汉姆的賽事。12月6日聯賽錦標賽對罗奇代尔的比賽，他取得首顆進球使球隊以2-0取勝。
2017年2月17日，马奎尔被外借至英格蘭足球全國聯賽北球會菲爾德至3月21日，翌日對巴克利鎮的比賽首次代表新球隊上場，戰果為3-1。

## 國家隊生涯
2018年10月，他被徵召上英格蘭C隊。

## 個人生活
马奎尔的哥哥，祖爾和哈利也是足球員，後者更是英格蘭足球代表隊成員。